# Martin von Hildebrand
Martin von Hildebrand (Nueva York, 26 de enero de 1943) es un etnólogo, antropólogo Colombiano que ha liderado esfuerzos para asegurar los derechos territoriales indígenas y la protección de la selva tropical amazónica colombiana. Ha sido galardonado con el Global Leadership Prize - Tällberg Foundation, el Skoll Award for Social Entrepreneurship y The Order of the Golden Ark en reconocimiento a su trabajo con la Fundación Gaia Amazonas y el programa COAMA.
Nació en una familia alemana en Nueva York en 1943, después de que su abuelo Dietrich von Hildebrand -un reconocido filósofo y teólogo católico- escapara de la Alemania nazi hacia Estados Unidos. Hijo de refugiados políticos durante la Segunda Guerra Mundial, Martin Von Hildebrand llegó a Colombia en 1949 cuando sus padres fueron invitados por Mario Laserna como profesores en la recién fundada Universidad de los Andes en Bogotá. Para naturalizarse colombiano renunció a su nacionalidad estadounidense.

## Carrera
Von Hildebrand hizo su bachillerato en el Liceo Francés de Bogotá, estudiando luego sociología en el University College de Dublín. En 1979 obtuvo un Doctorado en Etnología en Universidad de París La Sorbona.
Su vínculo con la Amazonía nació en 1969, cuando -como parte de la primera camada de científicos del recién nacido Instituto Colombiano de Antropología (ICAN)- recorrió durante cinco meses los ríos Vaupés y Amazonas en busca del pueblo tanimuka, siguiendo la misión que le encomendó el reconocido antropólogo colombo-austriaco Gerardo Reichel-Dolmatoff que ayudó a fundar la entidad.
Continuó vinculado con el Amazonas mientras hacía su doctorado en Francia, montando una estación de investigación en La Pedrera, cerca de la frontera con Brasil, junto con su hermano biólogo Patricio von Hildebrand y su Fundación Puerto Rastrojo. Esas investigaciones fueron la base para la creación, en 1981, del primer resguardo indígena del país -Resguardo Mirití- de un millón de hectáreas.
Al terminar el doctorado, entró a trabajar al Ministerio de Educación y fue uno de los primeros impulsores de una política de etnoeducación en el país.
En 1986 el presidente Virgilio Barco lo nombró director de Asuntos Indígenas, cargo desde el cual von Hildebrand impulsó la mayor política de creación de territorios colectivos para los indígenas en el país y logró que se reconocieran 200 mil kilómetros cuadrados de selva amazónica como resguardos.
También fueron instrumentales -él y su hermano- en la creación en 1987 del Parque Nacional Cahuinari, donde su hermano venía trabajando con las tortugas charapa y que -con 575 mil hectáreas- se convirtió en el mayor parque del país.
En 1990 creó la Fundación Gaia Amazonas para pensar no solo en cómo asegurar que los indígenas tuvieran derechos sobre sus territorios, sino que supieran administrarlos. Al día de hoy Gaia ha trabajado con 17 organizaciones indígenas, que suman 23 mil personas y que administran unas 13 millones de hectáreas de selva amazónica. En ese tiempo contribuyeron a la conservación de unas 35 millones de hectáreas de selva, ya sea mediante áreas protegidas como parques o como resguardos.

Buena parte de ese trabajo con las comunidades ha estado enmarcado en el programa COAMA (Consolidación Amazónica), que busca dar autonomía a las comunidades indígenas mediante escuelas comunitarias, una educación intercultural, sistemas de salud y el fortalecimiento de una gobernanza propia. Por ese trabajo en el 2000 recibió el Premio Right Livelihood, conocido como el ‘Nobel Alternativo’.
Además, se convirtió en una de las voces claves para que la Constitución del 91 reconociera los derechos de las comunidades indígenas y ratificara la Convenio 169 de la Organización Internacional del Trabajo, que establece la hoja de ruta para las consultas previas con grupos étnicos.
En la última década von Hildebrand ha liderado procesos de conservación como los del Parque Nacional Chiribiquete (el mayor del país y uno en donde su hermano Patricio vivió un tiempo) o el de Yaigojé-Apaporis, donde Gaia ha liderado la batalla contra la minera canadiense Cosigo Resources, que reclama un título minero dentro de los linderos del área protegida.
Conocido como un activista por los derechos indígenas, la diversidad cultural y ecológica, su trabajo tanto en el sector gubernamental como en el no gubernamental ha llevado a que más de 26 millones de hectáreas del territorio amazónico colombiano sean devueltas oficialmente a los habitantes indígenas locales, lo que ha permitido a las organizaciones indígenas gestionar sus propios programas de educación, salud y de otro tipo a través de la gobernanza local y la descentralización de las políticas estatales. Hildebrand estableció en 1990 el programa Consolidación de la Región Amazónica (COAMA), ganador del Right Livelihood Award, y es director fundador de la ONG Fundación Gaia Amazonas, incluida en la posición número 40 entre las 100 mejores ONG del mundo según el Global Journal. Su obra se vio reflejada en el documental El sendero de la anaconda, realizado por Caracol Televisión y estrenado en los cines colombianos en 2019.

## Obras seleccionadas
- Teachings of the Ash people of the Amazon forest. En: Path to Nature’s Wisdom ecological dialogue Himalaya & Alps. Leibnitz, Austria: Naturschutzbund Steiermark. 2004: 221-231.
- An Amazonian Tribe's View of Cosmology. En: Gaia, the Thesis, the Mechanism and the Implications. Peter Bunyard y Edward Goldsmith. pp. 206–236. Wadebridge Ecological Centre, Wadebridge, Cornwall, 1988.
- Man and Nature: An Indian Interpretation of the Amazonian Ecosystems. En: 'Man and Nature in the Amazons", ed. Gerd Kohlhepp, Ackim Schrader, Tübingen, Blauberen, 1986.
- Education and Research. En: Indian Communities, Science & Technology Magazine, Colciencias, Bogotá, 1984.
- The Ufaina DweUing as a Calendar and Sun Clock. PROA Magazine, 1983.
- The Indians' Problem is White. EFETECE, Bogotá, 1983.
- Archaeology and Ethnology of the Sierra Nevada de Santa Marta. A. Andrade, Y. Campos, Inderena, Bogotá, 1982.